# Touille
Touille ist eine französische Gemeinde mit 248 Einwohnern (Stand 1. Januar 2022) im Département Haute-Garonne in der Region Okzitanien (zuvor Midi-Pyrénées). Die Einwohner werden als Touillois bezeichnet.

## Geographie
Umgeben wird Touille von den sechs Nachbargemeinden:
| Salies-du-Salat | Marsoulas                                   |         |
| Mane            | Kompassrose, die auf Nachbargemeinden zeigt | Betchat |
| His             | La Bastide-du-Salat                         |         |

## Bevölkerungsentwicklung
| Jahr                      | 1962 | 1968 | 1975 | 1982 | 1990 | 1999 | 2006 | 2011 | 2016 |
| ------------------------- | ---- | ---- | ---- | ---- | ---- | ---- | ---- | ---- | ---- |
| Einwohner                 | 307  | 293  | 234  | 213  | 204  | 204  | 259  | 252  | 252  |
| Quelle: Cassini und INSEE |      |      |      |      |      |      |      |      |      |

## Sehenswürdigkeiten
Siehe auch: Liste der Monuments historiques in Touille
- Kirche St-Ferréol, erbaut im 12. Jahrhundert
- Schloss